# Batalla de Katasyrtai
La batalla de Katasyrtai ocurrió en el otoño de 917, poco después del sorprendente triunfo búlgaro en Aqueloo cerca de la aldea del mismo nombre y cerca de la capital bizantina de Constantinopla (hoy Estambul). El resultado fue una victoria búlgara.

## Orígenes del conflicto
Desde el comienzo de 917 ambas partes se preparaban para las acciones decisivas. Los bizantinos trataron de forjar una coalición contra Bulgaria pero sus intentos fracasaron debido a la rápida reacción de Simeón. Sin embargo los bizantinos reunieron un ejército enorme, pero fueron derrotados en Aqueloo.

## La batalla
Mientras que el victorioso ejército búlgaro estaba marchando hacia el sur, el comandante bizantino León Focas, quien sobrevivió a Aqueloo, llegó a Constantinopla por mar y reunió a las últimas tropas bizantinas para interceptar al enemigo antes de que llegara a la capital. Los dos ejércitos se encontraron cerca del pueblo de Katasyrtai en las afueras de la ciudad y después de un combate nocturno, los bizantinos fueron derrotados por completo en el campo de batalla.

## Consecuencias
Las últimas fuerzas militares bizantinas fueron destruidas literalmente, y las puertas de Constantinopla estaban abiertas, pero los serbios se rebelaron al oeste y los búlgaros decidieron asegurar su retaguardia antes del asalto final a la capital bizantina que dio al enemigo un precioso tiempo para recuperarse.